# Martin Lang (Altorientalist)
Martin Lang (* 1971) ist ein österreichischer Altorientalist.

## Leben
Nach der Matura am Meinhardinum Stams 1989 studierte er Fachtheologie und Sprachen und Kulturen des Alten Orients in Innsbruck. Von 1995 bis 2002 war er beruflich in der Jugendarbeit im kirchlich-sozialen Umfeld tätig. Er lehrte von 2003 bis 2005 als wissenschaftlicher Mitarbeiter in Ausbildung am Institut für Bibelwissenschaften und Historische Theologie an der Universität Innsbruck, wo er 2003 im Fach Altes Testament promoviert wurde. Von 2005 bis 2009 war er je halbtags am Institut für Bibelwissenschaften und Historische Theologie und am Institut für Alte Geschichte und Altorientalistik tätig. 2009 übernahm er eine Ganztagsstelle als Universitätsassistent am Institut für Alte Geschichte und Altorientalistik und 2012 eine Position mit Laufbahnstelle. Nach der Habilitation 2016 mit der Habilitationsschrift Die keilschriftliche Überlieferung der Sintfluterzählung: Eine Traditions- und Literaturgeschichte wurde er zum assoziierten Professor für Altorientalistik am Institut für Alte Geschichte und Altorientalistik ernannt.
Seine Forschungsschwerpunkte sind Keilschrifttexte und Ritual Studies, altorientalisches Recht, Literaturgeschichte altorientalischer Literaturen, altorientalische Überlieferungen und Altes Testament, sltorientalisches Erbe in der christlich-orientalischen Überlieferung und sumerische Lexikographie.

## Ehrungen und Auszeichnungen
- 2010: Theodor-Körner-Preis
- 2016: Kardinal-Innitzer-Förderungspreis für Geisteswissenschaften

## Schriften
- Gott und Gewalt in der Amosschrift (= Forschung zur Bibel. Band 102). Echter, Würzburg 2004, ISBN 3-429-02587-7 (zugleich Dissertation, Innsbruck 2003).
- als Herausgeber mit Robert Rollinger und Heinz Barta: Recht und Religion. Menschliche und göttliche Gerechtigkeitsvorstellungen in den antiken Welten (= Philippika. Band 24). Harrassowitz, Wiesbaden 2008, ISBN 3-447-05733-5.
- als Herausgeber mit Robert Rollinger, Birgit Gufler und Irene Madreiter: Interkulturalität in der Alten Welt. Vorderasien, Hellas, Ägypten und die vielfältigen Ebenen des Kontakts (= Philippika. Band 33). Harrassowitz, Wiesbaden 2010, ISBN 978-3-447-06171-1.
- als Herausgeber mit Robert Rollinger und Heinz Barta: Staatsverträge, Völkerrecht und Diplomatie im Alten Orient und in der griechisch-römischen Antike (= Philippika. Band 40). Harrassowitz, Wiesbaden 2010, ISBN 978-3-447-06304-3.
- als Herausgeber mit Robert Rollinger und Heinz Barta: Strafe und Strafrecht in den antiken Welten. Unter Berücksichtigung von Todesstrafe, Hinrichtung und peinlicher Befragung (= Philippika. Band 51). Harrassowitz, Wiesbaden 2012, ISBN 978-3-447-06657-0.
- als Herausgeber mit Robert Rollinger und Heinz Barta: Prozessrecht und Eid.Recht und Rechtsfindung in antiken Kulturen. Teil 1 (= Philippika. Band 86,1). Harrassowitz, Wiesbaden 2015, ISBN 978-3-447-10364-0.